# Drymeia khunjerabensis
Drymeia khunjerabensis är en tvåvingeart som beskrevs av Shinonaga 2007. Drymeia khunjerabensis ingår i släktet Drymeia och familjen husflugor.
Artens utbredningsområde är Pakistan. Inga underarter finns listade i Catalogue of Life.